# Barry Loudermilk
Barry Dean Loudermilk, född 22 december 1963 i Riverdale i Georgia, är en amerikansk republikansk politiker. Han är ledamot av USA:s representanthus sedan 2015.
Loudermilk tjänstgjorde i USA:s flygvapen 1984–1992 och avlade 1992 kandidatexamen vid Wayland Baptist University. Han var sedan verksam som affärsman.
Loudermilk besegrade Bob Barr i republikanernas primärval inför mellanårsvalet i USA 2014. Själva kongressvalet var en enkel match för Loudermilk i och med att Demokratiska partiet inte hittade någon motkandidat.